# چرچ کروکهام
چرچ کروکهام (به انگلیسی: Church Crookham) یک روستا و محله مدنی در بریتانیا است که در Hart واقع شده‌است. چرچ کروکهام ۸٬۴۷۹ نفر جمعیت دارد.